# Клаус Тевеляйт
Кла́ус Те́веляйт (нім. Klaus Theweleit; 4 лютого 1942 року, Ебенроде, Східна Пруссія) — німецький літературознавець, культуролог, письменник.

## Біографія
Тевеляйт народився у східно-прусському містечку Ебенроде (сьогодні Нестеров, Росія) в родині залізничника. Після втечі родини зі Східної Пруссії ріс у Шлезвіг-Гольштинії. Вивчав германістику та англістику в Кільському та Фрайбурзькому університетах. Під час навчання підробляв на будівництві, працював на верфі, а також водієм вантажівки. З 1969 до 1972 року співпрацював з телерадіокомпанією Südwestfunk. Як член Соціалістичної німецької студентської спілки брав участь в лівій позапарламентській опозиції. Ця діяльність мала значний вплив на його творчість, зокрема на літературні методи, теми та політичні цілі.
1976 року Тевеляйт захистив докторську дисертацію на тему «Література фрайкору: Про німецький повоєнний час 1918—1923» (Freikorpsliteratur: Vom deutschen Nachkrieg 1918−1923). Докторська дисертація стала основою для написання двотомної праці «Чоловічі фантазії» (Männerphantasien).
Після захисту Тевеляйту не дозволили викладати у Фрайбурзькому університеті через його «нестримну інтелектуальність» (вислів професора германістики Герхарда Кайзера). Пізніше у Фрайбурзькому університеті Тевеляйт викладав соціологію, а також вів семінар в Німецькій академії фільму та телебачення в Берліні.. З 1998 до 2008 року Тевеляйт був професором Державної академії мистецтв у Карлсруе.
Тевеляйт живе у Фрайбурзі. З 1972 року він одружений з Монікою Тевеляйт-Кубале, яка працює психоаналітичкою. Подружжя має двох синів.

## Твори
- Чоловічі фантазії / Männerphantasien 2 Bände, Verlag Roter Stern / Stroemfeld Frankfurt am Main Basel 1977, 1978, ISBN 3-87877-111-8 / ISBN 3-87877-110-X (Dissertation Universität Freiburg im Breisgau unter dem Titel: Freikorpsliteratur)

Ліцензійне кишенькове видання у видавництві Rowohlt 1983—1994, dtv 1995, Piper 2000.
- - Т. 1 Жінки, Потоки, Тіла, Історія / Bd. 1: Frauen, Fluten, Körper, Geschichte, 1977; NA: dtv 30461 München 1995, ISBN 3-423-30461-8.
  - Т. 2 Чоловічі тіла. До психоаналізу білого терору / Bd. 2: Männerkörper. Zur Psychoanalyse des Weißen Terrors, 1978; NA: dtv 30462, München 1995, ISBN 3-423-30462-6.
- K. Th., mit Martin Langbein: Bruch, Verlag Roter Stern/Stroemfeld, Basel 1980. Beiheft zu Art Spiegelman: Breakdowns.
- Книга королів / Buch der Könige (auf 4 Bände angelegt)
  - Band 1: Orpheus und Eurydike, Stroemfeld, Frankfurt am Main / Basel 1988 ISBN 3-87877-265-3.
  - Band 2 x: Orpheus am Machtpol, Stroemfeld, Frankfurt am Main / Basel 1994, ISBN 3-87877-305-6.
  - Band 2 y: Recording angels' mysteries: zweiter Versuch im Schreiben ungebetener Biographien, Kriminalroman, Fallbericht und Aufmerksamkeit , Stroemfeld, Frankfurt am Main / Basel 1994, ISBN 3-87877-307-2.
- Вибір об'єкта / Objektwahl (All You Need Is Love …). Über Paarbildungsstrategien & Bruchstück einer Freudbiographie, Stroemfeld, Frankfurt am Main / Basel 1990, ISBN 3-87877-321-8.
- One + One. Rede für Jean-Luc Godard, Brinkmann & Bose 1995
- Країна, що зветься закордон / Das Land, das Ausland heißt. Essays, Reden, Interviews zu Politik und Kunst, dtv, München 1995, ISBN 3-423-30449-9.
- Гайнер Мюллер. Текст сну / Heiner Müller. Traumtext, Stroemfeld, Frankfurt am Main / Basel 1996, ISBN 3-87877-579-2.
- Привиди. Три злегка некоректні лекції / Ghosts: drei leicht inkorrekte Vorträge. Stroemfeld, Frankfurt am Main / Basel 1998, ISBN 3-87877-744-2.
- Комплекс Покахонтас / Der Pocahontas Komplex (auf 4 Bände angelegt)
  - PO: Pocahontas in Wonderland. Shakespeare on Tour. Stroemfeld, Frankfurt am Main / Basel 1999, ISBN 3-87877-751-5.
  - CA: Buch der Königstöchter. Von Göttermännern und Menschenfrauen. Mythenbildung vorhomerisch, amerikanisch. Stroemfeld, Frankfurt am Main / Basel 2013, ISBN 978-3-87877-752-6.
  - HON: Import. Export. Kolonialismustheorien, oder Warum ‚Cortes‘ wirklich siegte. Stroemfeld, Frankfurt am Main / Basel ISBN 978-3-87877-753-3.
  - TAS: «You give me fever». Arno Schmidt. Seelandschaften mit Pocahontas. Die Sexualität schreiben nach WW II. Stroemfeld, Frankfurt am Main / Basel 1999, ISBN 3-87877-754-X.
- Не напирати. Тричі постукати. / Nicht drängeln! Dreimal anklopfen. In: Elisabeth Schweeger, Eberhard Witt (Hrsg.): Ach Deutschland! Belville, München 2000, ISBN 3-933510-67-8, S. 45–57.
- Вибух / Der Knall: 11. September, das Verschwinden der Realität und ein Kriegsmodell. Stroemfeld, Frankfurt am Main / Basel 2002, ISBN 3-87877-870-8.
- Фільми про Німеччину / Deutschlandfilme. Godard. Hitchcock. Pasolini. Filmdenken & Gewalt. Stroemfeld, Frankfurt am Main / Basel 2003, ISBN 3-87877-827-9.
- Ворота до світу / Tor zur Welt: Fußball als Realitätsmodell. Kiepenheuer & Witsch, Köln 2004, ISBN 3-462-03393-X.
- Дружній вогонь / Friendly Fire: Deadline Texte. Stroemfeld, Frankfurt am Main / Basel 2005, ISBN 3-87877-940-2.
- Абсолют (но) Зигмунд Фройд / Absolute(ly) Sigmund Freud. Songbook. Orange-Press, Freiburg im Breisgau 2006, ISBN 3-936086-21-4.
- mit Rainer Höltschl: Jimi Hendrix. Eine Biographie. Rowohlt, Berlin 2008, ISBN 978-3-87134-614-9.
- Сміх злочинців / Das Lachen der Täter: Breivik u. a. Psychogramm der Tötungslust. Residenz Verlag, St. Pölten 2015, ISBN 978-3-7017-1637-1[13]